# Шекспировский стиль

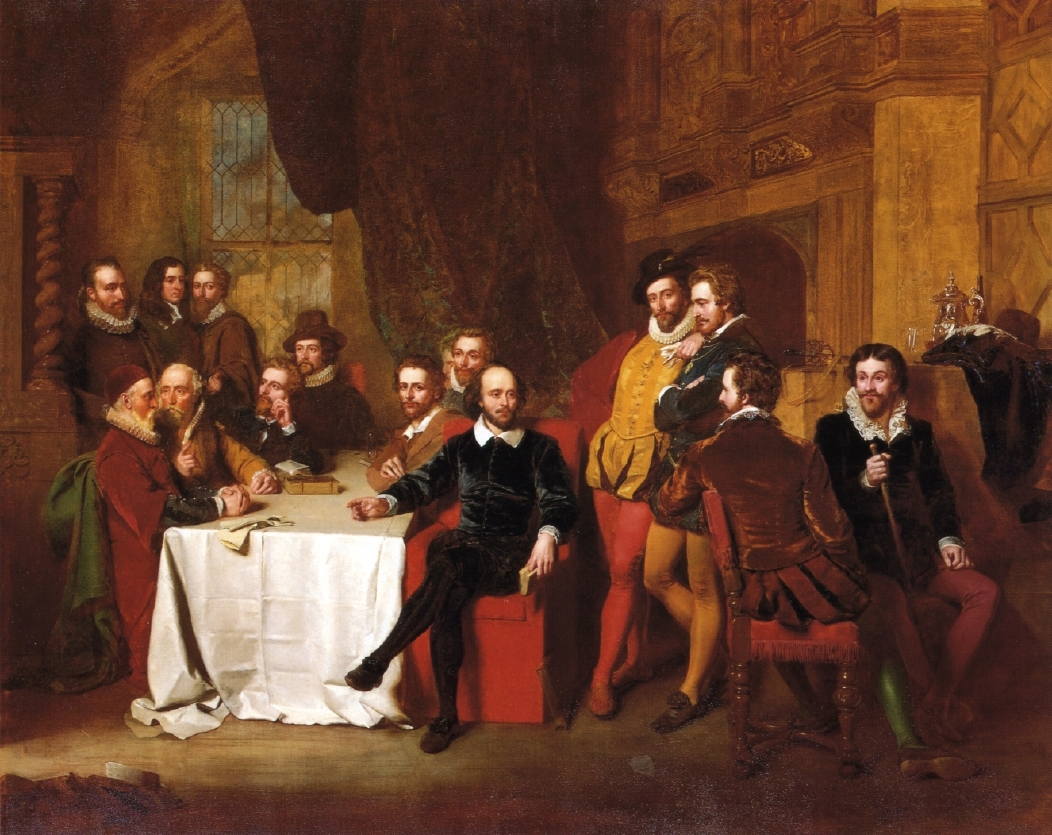
Шекспир и Его Друзья в Таверне Русалка (1850, холст, масло) Джона Фаеда. На картине изображены (слева направо сзади) Джошуа Сильвестр, Джон Селден, Фрэнсис Бомонт, (сидит за столом слева) Уильям Кемден, Томас Сэквилл, Джон Флетчер, сэр Фрэнсис Бэкон, Бен Джонсон, Джон Донн, Сэмюэл Дэниел, Шекспир, сэр Уолтер Рэли, граф Саутгемптон, сэр Роберт Коттон и Томас Деккер

Стиль Уильяма Шекспира представляет собой условности того времени, адаптированные к его художественным потребностям.

## Обзор
Первые пьесы Уильяма Шекспира были написаны общепринятым для того времени стилем. Он писал их стилизованным языком, который не всегда естественно вытекал из потребностей персонажей или драматического действия. Поэзия строится на расширенных, сложных метафорах и принципах кончетто, а язык зачастую риторичен — написан для декламации актёров, а не просто говорения. Например, величественные речи в «Тите Андронике», по мнению некоторых критиков, часто задерживают само действие, а стихи в «Двух веронцах» характеризуются неестественностью.
Однако вскоре Уильям Шекспир начал приспосабливать традиционные стили к собственным целям. Вступительный монолог Ричарда III восходит к самопровозглашению порока в средневековых драмах. В то же время яркое самосознание Ричарда предвосхищает монологи зрелых пьес Шекспира . Ни одна пьеса не знаменует перехода от традиционного к более свободному стилю. Шекспир всегда сочетал их на протяжении своей карьеры, и «Ромео и Джульетта» — это, пожалуй, лучший пример смешения стилей. Ко времени написания «Ромео и Джульетты», «Ричарда II» и «Сна в летнюю ночь» в середине 1590х гг. Шекспир начал сочинять более естественную поэзию. Он всё больше адаптировал свои метафоры и образность к нуждам своих драм.
Стандартной поэтической формой Шекспира был белый стих, составленный пятистопным ямбом, наряду с искусным использованием каламбуров и образности. На деле это означало, что его стихи обычно не были рифмованы и состояли из 10 слогов в строке, ударение ставилось на каждом втором слоге. Белый стих ранних пьес сильно отличался от более позднего белого стиха. Зачастую он прекрасен, однако предложения имеют тенденцию начинаться, останавливаться и заканчиваться в конце строки, что иногда ведёт к монотонности. Как только Шекспир освоил традиционный белый стих, он начал прерывать и изменять его течение. Эта техника даёт новую силу и гибкость поэзии в таких пьесах, как «Юлий Цезарь» и «Гамлет». Шекспир использует её, например, для передачи беспокойства в уме Гамлета:
В моей душе как будто шла борьба, Мешавшая мне спать; лежать мне было Тяжелее, чем колоднику. Внезапно, —Хвала внезапности: нас безрассудство Иной раз выручает там, где гибнет Глубокий замысел;Гамлет. 5.2.4-8 (пер. М. Лозинского).
После «Гамлета» Шекспир ещё больше разнообразил свой поэтический стиль, особенно в более эмоциональных фрагментах поздних трагедий. Литературный критик А. С. Брэдли описал этот стиль как «более концентрированный, быстрый, разнообразный и по конструкции менее регулярный, нередко искривлённый или эллиптический» . На последнем этапе карьеры Шекспир использовал множество методов для достижения этих эффектов. К ним относятся анжамбеманы, нерегулярные паузы и остановки, а также крайние вариации в структуре и длине предложений. В «Макбете», к примеру, язык мечется от одной несвязанной метафоры или сравнения к другой в одной из известных речей леди Макбет:
Или твоя надежда
Была пьяна и вот теперь, проспавшись,
Зеленая и бледная, глядит
На прежний пыл?
Макбет, I.VII.35-8 (пер. М. Лозинского)
И в предыдущей речи Макбета :
И жалость, как младенец обнаженный
Верхом на вихре или херувим,
Несущийся на скакуне воздушном

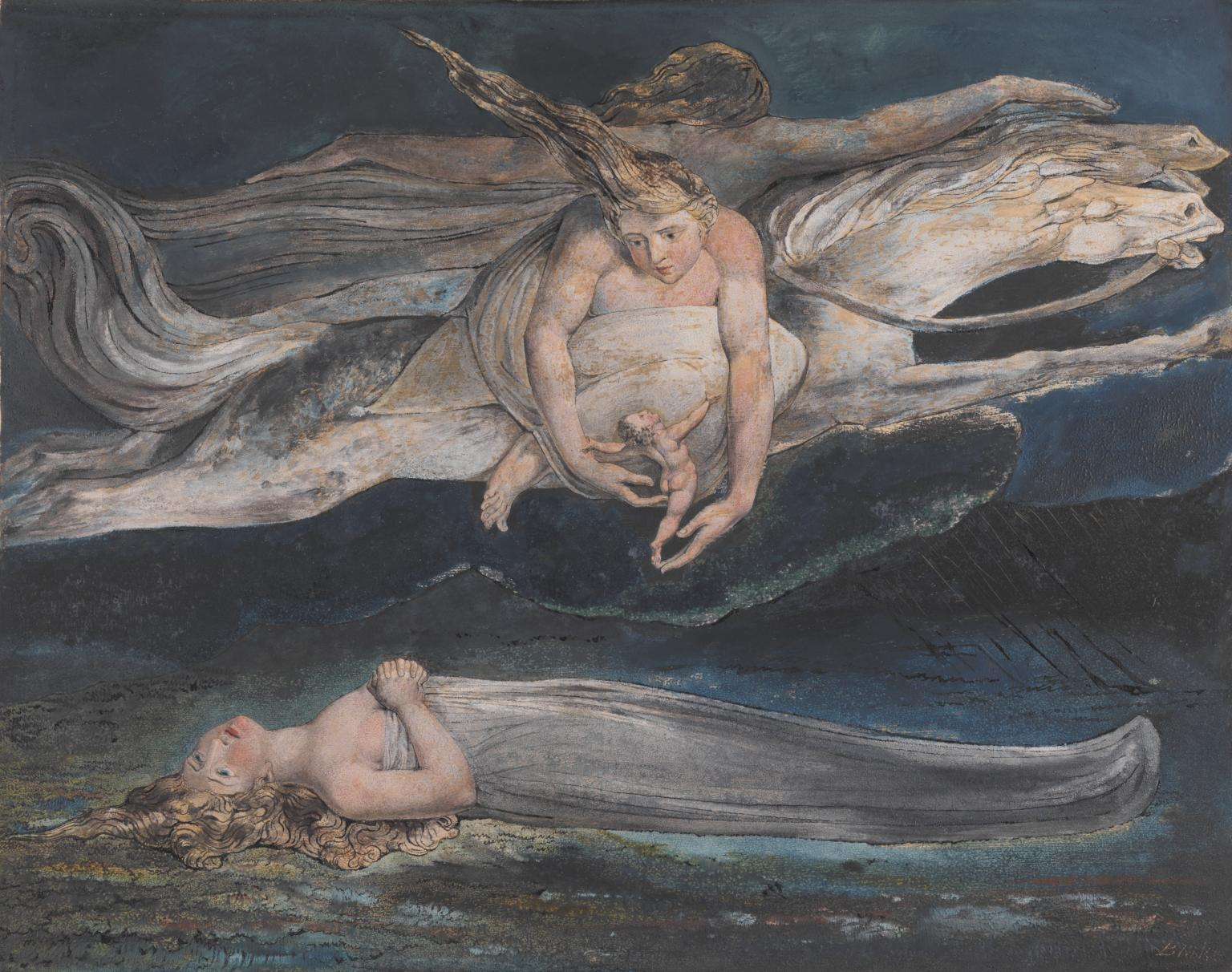
«Жалость» (1795) Уильяма Блейка является иллюстрацией двух сравнений в «Макбете» : «И жалость, как младенец обнаженный / Верхом на вихре или херувим, / Несущийся на скакуне воздушном».

Макбет, I.VII.21-3 (пер. М. Лозинского)
Зрителям нужно довершить смысл. Поздние романсы с их сдвигами во времени и неожиданными поворотами сюжета вдохновили такой поэтический стиль, в котором длинные и короткие предложения противопоставлены друг другу, нагромождаются придаточные предложения, подлежащее и дополнение меняются местами, а некоторые слова опускаются, создавая эффект спонтанности.
Поэтический гений Шекспира соединился с практическим назначением театра. Как и все драматурги того времени, Шекспир инсценировал истории из источников типа Петрарки и Холиншеда. Он переделывал каждый сюжет ради создания нескольких центров интереса и показа зрителям как можно больше сторон повествования. Замысел такой силы гарантирует, что пьеса Шекспира может пережить и перевод, и сокращение, и широкую интерпретацию без потери своей основной драмы. По мере того как мастерство Шекспира росло, он давал персонажам всё более ясные и разнообразные мотивы и характерные речевые модели. Однако он сохранил аспекты своего прежнего стиля и в более поздних пьесах. В своих поздних романтических драмах он намеренно вернулся к более искусственному стилю, который подчёркивает театральную иллюзию.

## Форма
В ряде ранних произведений Шекспира знаки препинания в конце строк усиливают ритм. Он и другие драматурги того времени использовали такую форму белого стиха ради большей части диалогов между персонажами для возвышения поэзии драмы. Для окончания многих сцен в своих пьесах он использовал рифмованное двустишие, тем самым создавая напряжение. Типичный пример встречается в «Макбете», когда Макбет уходит со сцены для того чтобы убить Дункана:
Звон колокола.
Иду — и кончу. Колокол торопит.
Дункан, не слушай. По тебе звонят,И ты отходишь в небо или в ад.
(Уходит.)
Макбет, II.I.62-4 (пер. М. Лозинского)
В его пьесах эффективно используется монолог, в котором персонаж произносит свою одинокую речь, давая зрителям представление о мотивах персонажа и о внутреннем конфликте. Персонаж либо напрямую разговаривает со зрителем (в случае хора или персонажей, становящихся эпилогом), либо — чаще всего — говорит сам с собой в пространстве воображения. В творчестве Шекспира повсеместно присутствует игра слов с двусмысленностью и с искусными риторическими оборотами. Юмор является ключевым элементом всех пьес Шекспира. Его произведения на протяжении веков считались спорными из-за использования им непристойных каламбуров до утверждений о том, что «практически каждая пьеса пронизана сексуальными каламбурами». Действительно, в XIX в. популярные цензурированные версии пьес выпускались как «Семейный Шекспир» (The Family Shakspeare)[sic] Генриеттой Баудлер (писавшей анонимно), а затем и её братом Томасом Баудлером. Комедия не ограничивается комедиями Шекспира, но является основным элементом многих трагедий и исторических пьес. Например, в «Генрихе IV, часть 1» комические сцены преобладают над историческим материалом.

## Сходства с современниками
Помимо следования популярным формам своего времени, общий стиль Шекспира сопоставим и со стилем ряда его современников. Произведения Барда имеют много общего с произведениями Кристофера Марло и, по-видимому, обнаруживают сильное влияние выступлений «Королевской труппы», особенно в его исторических пьесах. Его стиль также сопоставим со стилем Фрэнсиса Бомонта и Джона Флетчера, других драматургов его времени.
Шекспир часто заимствовал сюжеты из других пьес и рассказов. «Гамлета», например, можно сравнить с «Деяниями данов» Саксона Грамматика. Считается, что «Ромео и Джульетта» основана на поэме Артура Брука «Трагическая история Ромео и Джульетты». «Король Лир» основан на рассказе о короле Леире из «Истории королей Британии» Гальфрида Монмутского, который был пересказан в 1587 г. Рафаэлем Холиншедом. Заимствование сюжетов не было редкостью в то время. После смерти Шекспира драматурги быстро стали заимствовать из его произведений, и эта традиция продолжается и по сей день.

## Отличия от современников
Произведения Шекспира выражают весь спектр человеческого опыта. Его персонажи были людьми , пользовавшимися симпатией публики, тогда как персонажи многих других драматургов были плоскими или просто архетипами. Макбет, к примеру, совершает 6 убийств к концу IV акта и несёт ответственность за множество смертей за кулисами, однако по-прежнему вызывает сочувствие публики до самого конца, потому что он представлен ущербным человеком, а не чудовищем . Гамлет знает, что должен отомстить за смерть своего отца, но он слишком нерешителен, слишком сомневается в себе, чтобы осуществить это, до тех пор пока у него не остаётся выбора. Его неудачи приводят к его падению, и он проявляет самые базовые человеческие реакции и эмоции. Персонажи Шекспира были сложны и человечны по своей природе. Поставив именно развитие главного героя центральным элементом сюжета, Шекспир изменил то, чего можно было достичь при помощи драмы.